# Rezerwat na rzece Grabowej
Rezerwat na rzece Grabowej – faunistyczny rezerwat przyrody w województwie zachodniopomorskim, w powiecie koszalińskim, w gminie Polanów, na obszarze Wysoczyzny Polanowskiej.
Ze względu na główny przedmiot ochrony jest rezerwatem faunistycznym, podtypu ryb; ze względu na typ ekosystemu – wodnym, podtypu rzek i ich dolin, potoków i źródeł. Zajmuje powierzchnię 5,86 ha. Obejmuje odcinek rzeki Grabowa o długości 7,6 km od wsi Stary Żelibórz do miasta Polanów.
Rezerwat powstał 16 stycznia 1971 na mocy Zarządzenia Ministra Leśnictwa i Przemysłu Drzewnego z dnia 10 grudnia 1970 r. w sprawie uznania za rezerwat przyrody, obejmując powierzchnię 1,50 ha. Powołany przede wszystkim w celu ochrony tarlisk pstrąga potokowego. Wśród ichtiofauny rezerwatu wymieniane są również: minóg strumieniowy, głowacz białopłetwy, pstrąg tęczowy, łosoś atlantycki, miętus pospolity, strzebla potokowa, troć wędrowna, lipień pospolity, jaź, okoń pospolity, szczupak pospolity. Podawany był kiełż zdrojowy. Wśród innych zadań rezerwatu wymienia się m.in. ochronę siedlisk bociana czarnego i zimorodka zwyczajnego.
Rezerwat znajduje się w granicach projektowanego specjalnego obszaru ochrony siedlisk „Dolina Grabowej” PLH320003. Leży w zasięgu terytorialnym Nadleśnictwa Polanów, ale poza zarządzanymi przez nie gruntami. Nadzór pełni Regionalny Konserwator Przyrody w Szczecinie. Rezerwat nie ma aktualnego planu ochrony, posiada natomiast obowiązujące zadania ochronne, na podstawie których jego obszar objęty jest ochroną czynną.